# SD Itxako
SD Itxako (fuldenavn: Sociedad Deportiva Itxako) var en spansk kvindehåndboldklub fra Estella-Lizarra. Klubben blev opløst i 2013, efter mange succesrige år i både nationalt og international håndbold. De nåede at vinde det spanske mesterskab fire gange og nåede finalen ved kvindernes EHF Champions League i 2011.
Klubbens første deltagelse i en europæisk turnering var EHF Cup i 2003/04. De blev besejret i ottendedelsfinalen af ungarske Győri Audi ETO KC. I 2008 blev de nummer to i den spanske liga, efter Elda Prestigio. Også i denne sæson nåede holdet, denne gang finalen i EHF Cup, men tabte til russiske Dinamo Volgograd. I 2009 sikrede man klubbens første titel, da man vandt den spanske liga. Succesen blev fordoblet, da de vandt EHF Cup mod tyske HC Leipzig i finalen.
Klubben kunne ikke stille hold i sæsonen 2013-14, da de oplevede alvorlige økonomiske problemer i 2011, efter at have mistet hovedsponsoren Asfi. Den 17. oktober 2013 blev klubben opløst, ved en retssag.

## Resultater
- División de Honor Femenina de Balonmano:
  - Vinder (4): 2009, 2010, 2011, 2012
  - Finalist: 2008
- Copa de la Reina de Balonmano
  - Vinder (3): 2010, 2011, 2012
- Supercopa de España
  - Vinder (3): 2010, 2011, 2012
- Copa ABF
  - Finalist: 2004, 2008
  - Semifinalist: 2008
- EHF Champions League
  - Finalist: 2011
- EHF Cup Winners' Cup
  - Kvartfinalist: 2006
- EHF Cup
  - Vinder (1): 2009
  - Finalist: 2008

## Tidligere kendte spillere
- Macarena Aguilar
- Nely Carla Alberto
- Jessica Alonso
- Leire Aramendia
- Alexandrina Barbosa
- Andrea Barnó
- Svetlana Bogdanova
- Marion Callavé
- Oana Şoit
- Verónica Cuadrado
- Véronique Démonière
- Naiara Egozkue
- Begoña Fernández
- Deonise Fachinello
- Simona Gogîrlă
- Lee Sang-eun
- Vera Lopes
- Carmen Martín
- Mirjana Milenković
- Silvia Navarro
- Nerea Pena
- Elisabeth Pinedo
- Anett Sopronyi
- Raphaëlle Tervel
- Emilija Turej
- Marieke van der Wal
- Maja Zebić